# 胡憲仲
胡憲仲（1514年—1553年），原名憲，字文澂，號仰崖，浙江海寧衛軍籍，嘉興府海鹽縣人，明朝政治人物。

## 生平
嘉靖十六年（1537年）丁酉科浙江鄉試第五十八名舉人，二十九年（1550年）中式庚戌科會試第七十名，二甲第七十五名進士。俺答汗兵臨京師（庚戌之變），胡憲仲上議十款。授南京刑部主事，倭寇擾浙中，胡憲仲移書浙帥，上「備倭三策」。

## 著作
好吟詩，與同科進士順德人梁有譽相善，引交後七子的宗臣、徐中行、吳國倫。著有《四書講義》、《仰崖集》。

## 家族
曾祖胡繼海；祖父胡宏；父胡顏，母嚴氏。